# Nikolaj Pankin
Nikolaj Ivanovič Pankin (in russo Николай Иванович Панкин?; Mosca, 2 gennaio 1949 – Murom, 13 ottobre 2018) è stato un nuotatore sovietico, dal 1992 russo.

## Carriera
Specializzato nella rana, vinse una moltitudine di medaglie in tale specialità, tra cui un bronzo olimpico.

## Palmarès
- Giochi olimpici estivi

Città del Messico 1968: bronzo nei 100m rana.
- Mondiali

Cali 1975: bronzo nei 200m rana.
- Europei

Barcellona 1970: oro nei 100m rana, argento nei 200m rana e bronzo nella 4x100m misti.
Vienna 1974: oro nei 100m rana, argento nei 200m rana e bronzo nella 4x100m misti.
- Universiadi

Torino 1970: oro nei 100m rana e argento nei 200m rana.
Mosca 1973: oro nei 100m rana e nei 200m rana.